# Spawalność
Spawalność – podatność materiału lub grupy materiałów do tworzenia złącz spawalniczych spełniających wymogi konstrukcyjne i technologiczne.
Termin ten definiuje się też jako zespół właściwości fizyko-chemicznych i metalurgicznych wpływających na podatność do tworzenia się złącz (napoin). Spawalność jest to zdolność materiału do uzyskania określonych własności mechanicznych po spawaniu (bez skłonności do kruchego pękania).